# Mari Elka Pangestu
Mari Elka Pangestu (vereenvoudigd Chinees: 冯慧兰; traditioneel Chinees: 馮慧蘭; pinyin: Féng Huìlán) (Jakarta, 23 oktober 1956) is een Indonesisch econoom en politicus. Tussen 2004 en 2014 was zij minister in de kabinetten Verenigd Indonesië I en II van president Susilo Bambang Yudhoyono. Ze was de eerste Chinees-Indonesische vrouw met een ministerspost in Indonesië. Sinds maart 2020 is Pangestu uitvoerend directeur voor ontwikkelingsbeleid en partnerschappen bij de Wereldbank.
Mari Elka Pangestu promoveerde in 1986 in de economie aan de Universiteit van Californië - Davis. 
Gedurende de gehele eerste regeerperiode van president Yudhoyono van 2004 tot 2009 was Pangestu minister van handel. Die post kreeg ze ook weer in zijn tweede kabinet (2009-2014), maar na twee jaar werd ze overgeplaatst naar de ministerspost voor toerisme en creatieve economie. Tussendoor had Pangestu ook nog een jaar het waarnemend ministerschap als minister van staat voor coöperaties en mkb. Na haar ministerschap was Pangestu onder andere enkele jaren hoogeleraar economie aan de Universiteit van Indonesië.